# Kassim Nicholson
Kassim Juan Nicholson (Jackson, 28 maggio 1999) è un cestista statunitense.